# 白斜子属
白斜子属（学名：Solisia）为仙人掌科的一个属。本属为多浆植物。非常小的球形种类。
现为乳突球属（Mammillaria Haw.）的异名。

## 物种
本属包括以下物种：
- 白斜子 Solisia pectinata